# WSKV Débaldérin
De Wageningen Studentenkorfbalvereniging Débaldérin (spreek uit: Dee-bal-deer-in) is een korfbalclub speciaal voor studenten in Wageningen en Ede.

## Het ontstaan van Débaldérin

### Studentenkorfbal in Wageningen
In 1973 kwerden stelde de afdeling Lichamelijke Vorming en Sport (LV&S) van de toenmalige Landbouwhogeschool Wageningen materiaal en ruimte beschikbaar. Er waren wel trainingsuren, maar nog geen trainer, de afdeling LV&S wilde eerst zien of het studentenkorfbal zou aanslaan voordat een trainer aangesteld werd. Er werd iemand van de korfbalvereniging SSS bereid gevonden de trainingen te verzorgen. Zo had SSS er een groep korfballers bij die mogelijk ook voor SSS competitie zouden spelen. Na ruim een jaar had de afdeling LV&S genoeg vertrouwen in de nieuwe studentensport en stelde een eigen trainer aan.
Toen het aantal korfballende studenten in Wageningen steeds meer toenam, wilde men een eigen vereniging oprichten. In eerste instantie werd echter besloten dat een vierde korfbalvereniging in Wageningen wat te veel was. De studenten richtten de Wageningse Studenten Korfbal Commissie (WSKC) op, die de trainingen organiseerde. Al snel ging men dit toch een vereniging noemen, de naam veranderde dan ook snel in Wageningse Studenten Korfbal Vereniging (WSKV). Omdat er toen veel verwarring ontstond met de Wageningse Studenten Koor en Orkest Vereniging (WSKOV) en omdat zo'n afkorting toch niet zo leuk is, schreef men een prijsvraag uit. Er waren twee ideeën: 'Overspel' en 'Débaldérin'. De leden stemden met 13 tegen 12 voor 'Débaldérin'.

### Een eigen vereniging
Ondanks de naam, de trainer, de korven, de ballen en de korfballende studenten was er nog geen sprake van een echte vereniging. Dat was ook niet nodig, want men speelde alleen op toernooien. Vanaf 1976 wilden de studenten echter aan de competitie gaan deelnemen. Als hogeschoolteam aan de competitie was echter onmogelijk: de studenten moesten onder naam van een vereniging gaan spelen. Er waren in dit opzicht twee mogelijkheden: het oprichten van een officiële studentenvereniging of aansluiten bij een bestaande vereniging, er werd, vanwege de volgende redenen, voor het laatste gekozen:
- Er werd niet verwacht dat de continuïteit, die nodig is voor een vereniging, groot genoeg zou zijn. Zonder continuïteit zou lange termijn planning niet mogelijk zijn.
- Bij onvoorziene omstandigheden, zoals ziekte of examens, zou het voor een tamelijk kleine groep als deze problemen op kunnen leveren om de opengevallen plaatsen in de competitieploeg op te vullen. In samenwerking met een vereniging zouden deze plaatsen door invallers opgevuld kunnen worden, zodat het team toch in het veld kon komen.
- Er zouden hoge kosten verbonden zijn aan een eigen vereniging (hoge bijdragen aan de bond en dergelijke).
- Er zou een eigen weekbrief uitgebracht moeten worden voor het bekendmaken van wedstrijden en opstellingen, wat (in die tijd) vrij hoge kosten met zich mee zou brengen.

Pogingen om een competitieteam onder te brengen bij SSS mislukten, omdat het niet paste in de doelstelling van SSS: studenten zouden geïntegreerd in de vereniging zich het hele jaar moeten inzetten voor SSS. De bedoeling van de studenten was echter om het team min of meer buiten de burgervereniging te laten staan. Een andere Wageningse korfbalvereniging, VADA, wilde hier wel aan meewerken. De naam VADA-studenten (of ‘studs’) zou de enige binding zijn met de vereniging; Het team zou zelf alles moeten regelen. Wel bood VADA de garantie, dat bij te weinig studenten, teruggevallen kon worden op het ledenbestand van VADA. Zodoende speelden de Wageningse Studenten competitie bij VADA. Dat verliep goed en ze maakten regelmatig gebruik van de mogelijkheid om VADA-leden te `lenen'.

### De oprichting
1986 was voor de studenten een zeer slecht jaar: niemand was gemotiveerd voor de competitie. De oorzaak was dat het competitieteam behalve buiten VADA, ook buiten Débaldérin stond. Toen in deze periode een hele groep tegelijk afstudeerde, verdween met hen veel enthousiasme en motivatie.
Als oplossing werd bedacht dat Débaldérin onder eigen naam competitie zou gaan spelen, men verwachtte dat daarmee de ledenbinding en de motivatie versterkt zou worden. Ook zou het competitieteam nu midden in de vereniging komen te staan.
Débaldérin werd een van de vier korfbalverenigingen van Wageningen, maar verschilde van de andere verenigingen, omdat Débaldérin zich uitsluitend op studenten richt. Zo is er de mogelijkheid om vrijblijvender (niet alle wedstrijden hoeven meegespeeld te worden) aan de competitie deel te nemen.
Débaldérin is ook een aantrekkelijke mogelijkheid voor studenten die nog nooit gekorfbald hebben om deze sport te gaan proberen. Als het hun goed bevalt, hebben ook zij de mogelijkheid om competitie te gaan spelen. Hierdoor kan het korfbalniveau onder de leden erg verschillend zijn, van studenten met veel korfbaltalent tot studenten die voor het eerst gaan korfballen
Een andere punt waarop Débaldérin zich onderscheidt van de burgerverenigingen is dat korfbal eigenlijk maar een deel van de activiteiten is. Andere zaken, zoals barbecues, feesten en weekendjes-weg zijn ook heel belangrijk. Zij maken het vooral voor jongerejaars studenten makkelijker om contacten te leggen en in die zin is Débaldérin een studentenvereniging.
Het leek een goed idee te zijn een eigen studentenkorfbalvereniging op te zetten. De Gelderse Bond werd in juni 1987 benaderd door Débaldérin en reageerde positief. Hoewel de inschrijvingstermijn al lang verstreken was, werd Débaldérin een plaats toegezegd in de derde klasse.
In eerste instantie werd Débaldérin als studentenkorfbalvereniging een ondervereniging van de SLW (studentensport landbouwuniversiteit Wageningen). Dat wil zeggen dat ze geen eigen statuten had en dat SLW borg zou staan voor de vereniging. Na ongeveer driekwart jaar bleek echter dat de SLW het bij het verkeerde eind had, Débaldérin was geen eigen vereniging en daarom was het bestuur van SLW hoofdelijk verantwoordelijk voor de financiële verplichtingen. Gezien de grootte van de geldstromen was het voor iedereen een veiliger gedachte dat de vereniging een officieel rechtspersoon zou worden.
Met behulp van de modelstatuten van de KNKV stelde het bestuur concept statuten op voor Débaldérin. Deze gingen naar de notaris die het officiële concept maakte. Op 26 april 1989 werd in de Algemene Ledenvergadering dit concept aangepast en goedgekeurd. Het bestuur stuurde de statuten naar de Kamer van Koophandel en de Wageningse Studenten Korfbal Vereniging was officieel.

## Organisatie
Débaldérin is aangesloten bij het Koninklijk Nederlands Korfbal Verbond (KNKV), waar de Studentenkorfbalcommissie (SKC) de belangen voor de studentenkorfbalverenigingen behartigt. Daarnaast is Débaldérin als studentensportvereniging van Wageningen aangesloten bij Sportstichting Wageningen Universiteit Thymos.
Het bestuur van Débaldérin is in handen van het Dagelijks Bestuur, bestaande uit een voorzitter; een secretaris; een penningmeester en een wedstrijdsecretaris. Daarnaast heeft Débaldérin verscheidene commissies om het werk van het Dagelijks Bestuur makkelijker maken. Enkele voorbeelden van die commissies zijn de Toco (toernooicommissie) voor het verzorgen van een team bij andere toernooien, de Feestcie voor de ontspanning en de Veluwe-cupcie voor het organiseren van het eigen toernooi, de Veluwe-cup.

## Competitie
In 1976 startten de studenten met het competitie spelen met een eigen team, weliswaar onder de naam van VADA. Over het verloop van dit 'VADA-studententeam' is weinig bekend, men begon met één team, later werden het er twee.
Dat wil niet zeggen dat er altijd spelers in overvloed waren, zo waren in het derde competitiejaar bijvoorbeeld tien wisselspelers (voor twee teams) uit de reguliere teams van VADA afkomstig.
In 1987 schreef Débaldérin voor zowel de veld- als de zaalcompetitie een team in. De Gelderse Bond besloot om Débaldérin te laten beginnen in de derde klasse afdeling.
Er was in die tijd een discussie gaande binnen de vereniging over de manier van spelen. Wat moest Débaldérin zijn: prestatiegericht of recreatiegericht? De toenmalige coach Remco Schreuder zag Débaldérin graag promoveren, prestatie was voor hem heel belangrijk en daarom verwachtte hij grote inzet. Sommige spelers van Débaldérin waren het met hem eens, maar anderen vonden dat de korfbalsport in de eerste plaats een plezierig tijdverdrijf moest zijn; juist bij Débaldérin, waar mensen met zeer verschillende technische capaciteiten in hetzelfde team spelen, botsten deze visies. Het resultaat was een voortdurend balanceren tussen proberen zo goed mogelijk te presteren en ervoor zorgen dat alle spelers aan bod komen.
In 1988 werden twee teams voor de zaal competitie ingeschreven, dat had als voordeel dat het eerste team meer prestatiegericht en het tweede team meer recreatiegericht kon zijn.
Tijdens dat zaalseizoen verliepen de wedstrijden zeer wisselend. Het tweede team had niet zulke hoge doelstellingen en kwam in de middenmoot van de vijfde klasse terecht. Het eerste wilde promoveren naar de tweede klasse. Het bleek echter steeds weer moeilijk om op de beslissende momenten toe te slaan en het team eindigde op een tweede plaats.
In de jaren die volgden bleef Débaldérin met twee teams in de zaal en één of twee op het veld spelen. De resultaten varieerden door de jaren heen. Soms werd een kampioenschap gehaald, zoals op 23 februari 1992. Het tweede team speelde een zeer spannende wedstrijd tegen Atalante uit Apeldoorn, Débaldérin wist de wedstrijd met één punt verschil te winnen.
1994 was het laatste jaar dat Débaldérin zich met twee teams voor de zaalcompetitie inschreef. Op het veld was er in eerste instantie maar één team, maar in het voorjaar besloot men mee te gaan doen aan de midweekcompetitie. Veel studenten die in het weekend thuis korfbalden, vonden het prettiger om op een dinsdag- of woensdagavond nog een wedstrijd voor Débaldérin te spelen. Dit midweekkorfbal kon toentertijd alleen op het veld gespeeld worden.
Het was ieder jaar weer de vraag of er genoeg leden zouden zijn om het competitieteam in stand te houden. Door het afnemend aantal studenten aan de universiteit, werd ook het ledenaantal steeds kleiner. Eind jaren `90 en begin 2000 lag dit aantal rond de 30. Toch schreef Débaldérin steeds weer een team in, hopend op veel nieuwe leden tijdens de Algemene Introductie Dagen van de Universiteit.
In 2005 bleek het toch onmogelijk om het weekendteam te behouden (het ledenaantal steeg, maar te weinig leden wilden op in het weekendteam van Débaldérin spelen) en werd gekozen om alleen een midweekteam in te schrijven. Na de ledengroei tussen 2010 en 2013, van een kleine dertig tot dik in de zestig, was er weer genoeg animo om naast het midweekteam ook weer een team in de weekendcompetitie (toen nog in de reservecompetitie) in te kunnen schrijven. Vanaf het seizoen 2015/2016 kon de studentenploeg zich weer presenteren in de 4e klasse. Débaldérin speelde een aantal jaar in deze laagste wedstrijd klasse van het KNKV, met wisselend succes. De onervaren spelers hadden het vaak moeilijk tegen tegenstanders die al langere tijd in het seniorenkorfbal actief waren. Doordat het team van Débaldérin als vlaggenschip werd gezien moest het ook spelen in de standaard 4de klasse van het KNKV. Dit betekende dat uitsluitend tegen andere eerste teams werd gespeeld die ook op dit niveau actief waren. Doordat er steeds meer kleine korfbalverenigingen verdwijnen of, in grotere plaatsen, fuseren moest het team steeds verdere reizen maken. Vaak waren deze reizen naar kleine dorpen die met het OV slecht bereikbaar waren. Dit kwam de animo niet ten goede en in het seizoen 2018/2019 stopten veel spelers bij het zaterdag team en werd besloten om aan de breedtesport competitie deel te nemen. Dit scheelde een hoop reistijd omdat nu ook tegen lagere teams van DVO, KV Wageningen en clubs uit Nijmegen kon worden gespeeld. De tendens van nieuwe leden om steeds vaker nog een weekendbaantje in hun oorspronkelijke woonplaatst te hebben betekende een gebrek aan nieuwe aanwas voor het zaterdag team, na één jaar in de breedtesport werd besloten om alleen nog een midweek team op te geven. 

## Toernooien
Een van de zaken waarin een studentenkorfbalvereniging verschilt van een burgervereniging zijn de toernooien die voor en door studentenkorfbalverenigingen worden georganiseerd. Vrijwel elke studentenkorfbalvereniging organiseert eenmaal per jaar een toernooi waar naast de Nederlandse studententeams ook internationale studententeams aan mee kunnen doen.
Tegenwoordig gaat Débaldérin ook regelmatig naar een buitenlands toernooi. Zo is Débaldérin de laatste jaren naar Edinburgh (Schotland), Maglaj (Bosnië) en Nitra (Slowakije) geweest. Veelal zijn deze buitenlandreizen een combinatie van korfbal en vakantie en blijft Débaldérin ook vaak langer dan het toernooi zelf.
Naast deze gezelligheidstoernooien zijn er ook jaarlijks een NSK (Nationaal StudentenKampioenschap) en ESK (of EUCK; het Europese StudentenKampioenschap, dit toernooi is in 2005 door Débaldérin zelf georganiseerd). Bij beide toernooien gaat het niet om de studentenkorfbalvereniging maar om de universiteit/hogeschool waar de vereniging onderdeel van is. In het geval van Débaldérin organiseert zij het voor Wageningen UR en de Christelijke Hogeschool Ede. Het NSK bestaat bij de gratie van het missende onderdeel korfbal op het GNSK (Groots Nederlands Studenten Kampioenschap). In 2014 (Tilburg) en 2015 (Amsterdam) werd het opkomende beachkorfbal als keuzesport beoefend. In 2014 wist de Wageningse afvaardiging de gouden medaille te winnen, na een toernooi met weinig tegenstand. Het niveau in 2015 zou vele malen hoger liggen, maar wist het team uit Wageningen alsnog op de zinderende slotdag de winst binnen te slepen, voor Nijmegen en Eindhoven. De beste prestatie van het team uit Wageningen op het NSKK was de 4de plaats die op 2 januari 2020 in Arnhem werd behaald.

## De Veluwecup
Ieder jaar in het weekend tussen veld- en zaalcompetitie vindt in Wageningen een studentenkorfbaltoernooi plaats, de Veluwecup; een combinatie van korfbal en feest. Dit toernooi heeft een lange geschiedenis; het wordt sinds 1983 door Débaldérin georganiseerd. Ook daarvoor was er al sprake van een toernooi in Wageningen, maar dit was geen studentenkorfbaltoernooi, daar er ook burgerverenigingen mee mochten doen. In 1980 werd op het toernooi van de Wageningse studenten reeds geëxperimenteerd met een schotklok, op dat moment een primeur in de korfbalwereld.

### Het begin
In 1973 lukte het om korfbalwedstrijden tussen de verschillende universiteitssteden te organiseren. Er ontstond een circuit waarin men elkaar steeds uitnodigde. De deelnemende teams bestonden toen vooral uit mensen die niet meer speelden, maar nog wel trainden.
Na de oprichting van de Nederlandse studentenkorfbal commissie begin 1974, werd al gauw het eerste studententoernooi georganiseerd.
Op den duur kwamen meer burgerverenigingen meedoen met het toernooi in Wageningen. Zo ontstonden ook twee toernooien: een studenten- en een burgertoernooi. Er is weinig bekend over het verloop van deze toernooien. Wel blijkt dat er al vrij snel alleen nog sprake was van een burgertak, waar Débaldérin als Wageningse vereniging ook aan meedeed.
Tot 1982 organiseerde Débaldérin het Veluwecuptoernooi, maar in dat jaar vermengde zij sport met politiek. De prijzen zouden uitgereikt worden door bestuursleden van een politieke partij. Bovendien werden politieke teksten aan het programmaboekje toegevoegd. De burgerverenigingen in Wageningen konden dit niet waarderen en namen de organisatie uit handen van de studenten.

### Het studententoernooi
Vanaf het jaar 1983 besloot Débaldérin zich weer op de studenten te gaan richten. Het Veluwecuptoernooi kreeg de vorm die het, in grote lijnen, nu nog heeft. De eerste jaren duurde het toernooi een dag (met als afsluiting een groot feest), later werd dit verlengd naar twee dagen. Op de eerste dag wordt er gekorfbald, dan volgt een gezamenlijke maaltijd. Op zaterdagavond is het feest, in de eerste jaren bij Jongerenvereniging Unitas, later in de Woeste Hoeve en tegenwoordig in De Bunker (de kroeg van sterflat Dijkgraaf). ‘s Zondags wordt de dag gestart met een gezamenlijk ontbijt, waarna enkele korfbalwedstrijden gespeeld worden. Na de finale volgt op zondagmiddag de prijsuitreiking, met voor ieder team een taart.
In 1986 kon de Veluwecup niet doorgaan. De reden was dat universitair sportcentrum de Bongerd de voorkeur gaf aan een commercieel verhuur aan de Badmintonbond.
De Veluwecup van 1988 was zeer goed bezet; ongeveer 200 deelnemers. Dit aantal was te veel, omdat er slechts één sporthal is en ook de ruimte voor eten, feesten en slapen beperkt is. Men sprak af het volgende jaar minder deelnemers toe te laten. Het grote aantal deelnemers in 1988 was voor een behoorlijk deel afkomstig uit het buitenland. Er waren teams uit Engeland, Duitsland en België.

## Trivia
- Het verhaal gaat dat de naam ‘Overspel’ met één stem te weinig niet gekozen werd, omdat de voorzitster, die zelf de naam `Overspel' had bedacht, vergat haar eigen biljet in te leveren.
- Débaldérin wordt vaak uitgesproken als de-bal-er-in, dit tot grote ergernis van de leden van Débaldérin.